# Санта-Клара-а-Нова
Санта-Клара-а-Нова (порт. Santa Clara-a-Nova; МФА: [ˈsɐ̃.tɐ ˈkɫa.ɾɐ-ɐ-ˈno.vɐ]) — парафія в Португалії, у муніципалітеті Алмодовар. Розташована в південній частині країни, на теренах історичної португальської провінції Алентежу. Входить до складу округу Бежа. За адміністративним поділом, чинним до 1976 року, терени парафії були складовою провінції Нижнє Алентежу. Належить до Безької діоцезії Католицької церкви. Патрон — Клара Ассіська. Площа — 108,3331 км². Населення — 600 ос. (2011). Слабо урбанізований регіон. Густота населення — 5,54 осіб/км²
. Код — 020204.

## Населення
| Кількість мешканців | Кількість мешканців | Кількість мешканців | Кількість мешканців | Кількість мешканців | Кількість мешканців | Кількість мешканців | Кількість мешканців | Кількість мешканців | Кількість мешканців | Кількість мешканців | Кількість мешканців | Кількість мешканців | Кількість мешканців | Кількість мешканців |
| ------------------- | ------------------- | ------------------- | ------------------- | ------------------- | ------------------- | ------------------- | ------------------- | ------------------- | ------------------- | ------------------- | ------------------- | ------------------- | ------------------- | ------------------- |
| 1864                | 1878                | 1890                | 1900                | 1911                | 1920                | 1930                | 1940                | 1950                | 1960                | 1970                | 1981                | 1991                | 2001                | 2011                |
| 1 274               | 1 201               | 1 280               | 1 266               | 1 231               | 1 286               | 1 477               | 1 764               | 2 148               | 1 740               | 1 298               | 1 101               | 949                 | 656                 | 600                 |